# Stefan Hastenrath
Stefan Ludwig Hastenrath (* 10. Juli 1934 in Budapest) ist ein deutscher Meteorologe und Klimatologe.
Hastenrath studierte und promovierte 1960 an der Universität Bonn bei Carl Troll (Zur vertikalen Verteilung der Frostwechsel- und Schneedeckenverhältnisse in den Alpen) und war 1959/60 Assistent an der Universität Köln. 1960 bis 1963 war er im Meteorologischen Dienst von El Salvador. Ab 1963 war er Assistant Professor an der University of Wisconsin-Madison, an der er 1965 Associate Professor und 1970 Professor wurde.
1971 war er Gastprofessor an der University of Witwatersrand und 1973/74 an der Universität Nairobi. Er war Gastwissenschaftler in Brasilien, Venezuela, Kolumbien, Toulouse und Peking.
Er veröffentlichte unter anderem Klima-Atlanten des tropischen atlantischen und ostpazifischen Ozeans, des indischen Ozeans, der Vergletscherung der äquatorialen Anden und des äquatorialen Ostafrika und über den Rückzug der äquatorialen Gletscher.
2001 erhielt er die Sverdrup Gold Medal für zahlreiche einsichtsvolle und grundlegende Beiträge für Beschreibung und Diagnose großräumiger Wechselwirkungen von Ozeanen und Atmosphäre (Laudatio). 2007 erhielt er die Alfred-Wegener-Medaille für außerordentlichen wissenschaftlichen Leistungen auf den Gebieten der tropischen Meteorologie, der Klimatologie, der Ozeanographie, der Glaziologie und der saisonalen Vorhersage und damit in Anerkennung seiner ungewöhnlich vielfältigen, breit gefächerten  Forschungsarbeiten (Laudatio).

## Schriften (Auswahl)
- Climatic atlas of the tropical Atlantic and eastern Pacific Oceans, University of Wisconsin Press 1977
- Climate Dynamics of the Tropics, Kluwer 1991